# Passive Sterbehilfe
Passive Sterbehilfe ist das Nichtergreifen (Unterlassen), Reduzieren oder Nichtfortführen (Abbrechen) lebenserhaltender Maßnahmen aus medizinethischen Gründen.

## Abgrenzungen
Passive Sterbehilfe geschieht auf der Grundlage des Respekts vor der Würde des Menschen, um damit ein leidvolles Sterben nicht zu verlängern und das Sterben als natürlichen Prozess zuzulassen. Obwohl es sich dabei um einen international etablierten Begriff handelt, halten ihn viele für missverständlich und unglücklich gewählt und meinen, man solle besser und eindeutiger von „Sterbenlassen“ (auch im Sinne von „Sterben zulassen“) sprechen.
Mit derselben Begründung schlägt die Deutsche Gesellschaft für Palliativmedizin vor, bei Sterbehilfe nur noch in passive und indirekte Sterbehilfe sowie Euthanasie zu unterscheiden und den Begriff der aktiven Sterbehilfe aufzugeben.
Passive Sterbehilfe als Sterbenlassen heißt somit keineswegs, den Patienten „aufzugeben“. Es bedeutet das zu tun, was der Patient von Ärzten erwarten darf, nämlich unnötige oder schädigende kurative Therapiemaßnahmen  nicht erst zu ergreifen oder diese einzustellen, wenn sie sich als nutzlos für den Kranken erweisen oder vom Patienten abgelehnt werden. Stattdessen wird nun bei anhaltender menschlicher Zuwendung das Augenmerk auf eine „ausgezeichnete Symptomkontrolle“ gelegt.
Von passiver Sterbehilfe kann bei nichteinwilligungsfähigen Personen, bei denen vorbereitende Gespräche nicht möglich waren oder keine Patientenverfügung vorliegt gesprochen werden, aber auch, wenn ein entscheidungsfähiger Patient irgendeine (auch lebensverlängernde) Therapie z. B. durch eine verbindliche Äußerung oder eine Patientenverfügung ablehnt. Diese Wahlmöglichkeit entspricht einem in Europa durch Verfassung oder Grundgesetz gewährleisteten Rechtsgut auf Selbstbestimmung. Eine Zuwiderhandlung als Missachtung einer konkreten Willensäußerung erfüllt den Straftatbestand der Körperverletzung.
Als passive Sterbehilfe gelten somit
- Verzicht auf oder Abbruch einer künstlichen Ernährung[5], Flüssigkeitszufuhr oder Medikamentengabe,
- Verzicht auf oder Abbruch einer Beatmung oder Intubation,
- Verzicht auf oder Abbruch einer Dialyse,
- Verzicht auf eine Reanimation oder deren Abbruch vor Eintritt des Hirntodes.

Passive Sterbehilfe kann auch sein, eine bereits begonnene Behandlung als solche fortzusetzen, aber nicht zu intensivieren.

## Rücksichtnahmen
Die behandelnden Ärzte, das Pflegepersonal und die Angehörigen benötigen in der Regel Zeit, die anstehende Entscheidung zur passiven Sterbehilfe zu akzeptieren. Es ist somit wichtig, sich der ethischen Dimension des Problems bewusst zu sein, die auftauchenden Fragen gewissenhaft zu beantworten und die möglichen Konsequenzen gut zu kommunizieren.
Auch ein bewusstseinsklarer Patient, bei dem weitere Therapiemaßnahmen sinnlos erscheinen, braucht diese Gespräche und Zeit, Informationen zu verarbeiten. Onkologische Patienten greifen in der Mehrzahl nach jedem Strohhalm, wenn die Wahrscheinlichkeit einer Heilung 1 % beträgt. Eine Behandlung um jeden Preis wird von Gesunden am deutlichsten abgelehnt, gefolgt von Krankenschwestern, die mit den Nebenwirkungen als Folge der Behandlung am häufigsten konfrontiert sind. Die Hausärzte stehen hier in der Mitte, während Onkologen den Patienten in ihrer Akzeptanz von Nebenwirkungen trotz fraglichem Nutzen am nächsten stehen. Auch diese unterschiedlichen Ausgangslagen gilt es zu bedenken, wenn nach der „richtigen“ Entscheidung gesucht wird.

## Juristische Grundlagen in Deutschland
Passive Sterbehilfe ist strafgesetzlich nicht ausdrücklich geregelt. Sie ist auch bei schwerkranken Personen erlaubt, die sich nicht in einem akuten Sterbeprozess befinden, sofern der mutmaßliche Patientenwille oder in einer Patientenverfügung erklärte Wille zur Grundlage der Entscheidung herangezogen wird beziehungsweise sich auch bei der gebotenen sorgfältigen Prüfung konkrete Umstände für die Feststellung des individuellen mutmaßlichen Willens des Kranken nicht finden lassen. In diesen Fällen kann und muss auf Kriterien zurückgegriffen werden, die allgemeinen Wertvorstellungen entsprechen – siehe das Urteil vom 13. September 1994 des Bundesgerichtshofs (BGH).
„Den mutmaßlichen Willen des Patienten zu erforschen bedeutet, nach bestem Wissen und Gewissen zu beurteilen, was der Patient für sich selbst in der Situation entscheiden würde, wenn er es könnte“ formuliert die Bundesärztekammer.

„An die Voraussetzungen für die Annahme eines solchen mutmaßlichen Einverständnisses des entscheidungsunfähigen Patienten sind - im Interesse des Schutzes menschlichen Lebens - in tatsächlicher Hinsicht allerdings strenge Anforderungen zu stellen. Entscheidend ist der mutmaßliche Wille des Patienten im Tatzeitpunkt, wie er sich nach sorgfältiger Abwägung aller Umstände darstellt. Hierbei sind frühere mündliche oder schriftliche Äußerungen des Kranken ebenso zu berücksichtigen wie seine religiöse Überzeugung, seine sonstigen persönlichen Wertvorstellungen, seine altersbedingte Lebenserwartung oder das Erleiden von Schmerzen (vgl. BGHSt 35, 246, 249). Objektive Kriterien, insbesondere die Beurteilung einer Maßnahme als gemeinhin ‚vernünftig‘ oder ‚normal‘ sowie den Interessen eines verständigen Patienten üblicherweise entsprechend, haben keine eigenständige Bedeutung; sie können lediglich Anhaltspunkte für die Ermittlung des individuellen hypothetischen Willens sein.“

Auch aus der Gewissensfreiheit ergibt sich kein Recht, sich durch aktives Handeln über das Selbstbestimmungsrecht des durch seinen Bevollmächtigten oder Betreuer vertretenen Patienten hinwegzusetzen und seinerseits in dessen Recht auf körperliche Unversehrtheit einzugreifen.
Eine gegen den z. B. in einer Patientenverfügung erklärten Willen des Patienten durchgeführte Behandlung ist eine rechtswidrige Handlung, deren Unterlassung der Patient analog § 1004 Abs. 1 Satz 2 in Verbindung mit § 823 Abs. 1 BGB verlangen kann. Dies gilt auch dann, wenn die begehrte Unterlassung zum Tode des Patienten führen würde. Das Recht des Patienten zur Bestimmung über seinen Körper macht Zwangsbehandlungen, auch wenn sie lebenserhaltend wirken, unzulässig (BGH aaO, 751, mit Verweis auf Senatsbeschluss).
Für den Fall, dass eine Patientenverfügung das Unterlassen von Maßnahmen bei einer Erkrankung vorsieht, die noch nicht in ein Stadium des unumkehrbaren Verlaufs getreten ist, das Befolgen der Patientenverfügung aber zum Tod führen würde, obwohl noch realistische Aussichten auf Heilung bestehen, wurde die Patientenverfügung bis 2009 für einen Betreuer/Bevollmächtigten nicht als zwingend verbindlich angesehen, wenn der Wille des Patienten für die konkrete Behandlungssituation nicht eindeutig und sicher festgestellt werden konnte.
Im Fall, dass der Wille nicht eindeutig und sicher festgestellt werden konnte, lag es also im Ermessen des Betreuers beziehungsweise des Bevollmächtigten, zu entscheiden, ob eine Behandlung abgebrochen oder fortgesetzt wurde, und zwar unabhängig davon, in welchem Stadium sich die Krankheit befand. Hat das Gericht Kenntnis von einer Bevollmächtigung, darf es auch dann keinen Betreuer bestellen, wenn der Betroffene mittels Patientenverfügung lebensrettende Behandlungen ausschließt.

„Lassen sich auch bei der gebotenen sorgfältigen Prüfung konkrete Umstände für die Feststellung des individuellen mutmaßlichen Willens des Kranken nicht finden, so kann und muß auf Kriterien zurückgegriffen werden, die allgemeinen Wertvorstellungen entsprechen. Dabei ist jedoch Zurückhaltung geboten; im Zweifel hat der Schutz menschlichen Lebens Vorrang vor persönlichen Überlegungen des Arztes, des Angehörigen oder einer anderen beteiligten Person. Im Einzelfall wird die Entscheidung naturgemäß auch davon abhängen, wie aussichtslos die ärztliche Prognose und wie nahe der Patient dem Tode ist: je weniger die Wiederherstellung eines nach allgemeinen Vorstellungen menschenwürdigen Lebens zu erwarten ist und je kürzer der Tod bevorsteht, um so eher wird ein Behandlungsabbruch vertretbar erscheinen (vgl. BGHSt aaO S. 250).“

Im Fall des irreversiblen tödlichen Verlaufs wurde schon damals eine auf die Situation bezogene Patientenverfügung auf jeden Fall als verbindlich angesehen. Ein Betreuer oder Bevollmächtigter durfte  dann schon damals nicht einen anderen Willen annehmen.
Ein Behandeln entgegen dem mutmaßlichen Willen des Patienten, also das einfache Missachten einer Patientenverfügung, erfüllt den Straftatbestand der Körperverletzung. Erfolgt die passive Sterbehilfe hingegen ohne wenigstens ausreichende mutmaßliche Einwilligung der Person ist sie als Tötung durch Unterlassen strafbar. Sterben lassen durch Unterlassen ist in der BRD zumindest nach § 323c StGB wegen unterlassener Hilfeleistung oder § 225 StGB, Misshandlung von Schutzbefohlenen, strafbar. Eventuell kommen auch andere Tötungsdelikte in Betracht.
Hierbei ist zu unterscheiden:
- Ein einvernehmlicher Verzicht auf weitere Maßnahmen wird nicht bestraft wenn sie auf Verlangen eines einwilligungsfähigen Patienten erfolgt. Bei nicht einwilligungsfähigen Patienten gelten frühere Patientenverfügungen als wichtige Informationsquelle für den dann Ausschlag gebenden „mutmaßlichen Willen“ des Patienten. In Deutschland wird diese Fallgruppe strafrechtlich nicht von § 216 StGB, sondern von § 212, § 213 StGB erfasst. Die Einwilligung führt zu einer Rechtfertigung des Arztes, da dieser die Ablehnung einer weiteren Behandlung durch den Patienten angesichts des bevorstehenden Todes im Sinne der Menschenwürde (Art. 1 GG) respektieren muss.
- Äußerst problematisch ist der einseitige Verzicht auf weitere Maßnahmen (sowohl Nichtaufnahme als auch Nichtfortführung) durch den Arzt. Dieser wird aber in der Praxis recht häufig auftreten. Der Abbruch ist einseitig, wenn ihn der Patient ablehnt oder sich dazu nicht geäußert hat und dies auch nicht mehr kann. Hier sind zwei Fallgruppen zu unterscheiden:
  - Die erste typische Situation ist ein Unfallopfer, das sich nicht mehr äußern kann aber große Schmerzen hat. Hier darf der Arzt die Schmerzen auch mit Medikamenten lindern, die möglicherweise lebensverkürzend sind, wenn andere Medikamente keine ausreichende Wirkung haben. In Deutschland wird auch diese Fallgruppe wie der einvernehmliche Verzicht strafrechtlich nicht von § 216 StGB, sondern von §§ 212, 213 StGB erfasst. Die Einwilligung führt zu einer Rechtfertigung des Arztes, da dieser die Ablehnung einer weiteren Behandlung durch den Patienten angesichts des bevorstehenden Todes im Sinne der Menschenwürde (Art. 1 GG) respektieren muss.
  - Eine andere typische Situation ist der einige Jahre im Koma liegende Patient, bei dem die Wahrscheinlichkeit auf ein Wiedererwachen medizinisch gegen Null tendiert. Die juristische Diskussion bezieht sich hier auf ethische Kategorien: So wird vorgetragen, Aufgabe des Arztes sei die Erhaltung und Sicherung der menschlichen Selbstverwirklichungsfähigkeit. Da wo keine Kommunikation mehr möglich sei und es am Bewusstsein fehle, ende die ärztliche Garantenpflicht für das Leben des Patienten. Andere nennen Stichworte wie „Schicksalhaftigkeit“, „Sinnlosigkeit weiterer Behandlung“ oder die „Natürlichkeit des Todes“. Letztlich muss aber auch hier die Menschenwürde (Art. 1 GG für Deutschland) in den Blick genommen werden, die neben dem Recht auf ein würdevolles Leben auch das Recht auf einen würdigen Tod beinhaltet.

Der Bundesgerichtshof sah in diesen lebensbedrohlichen Fällen, bei denen die Eilentscheidungen durch den Arzt nicht geboten sind (weil irreversiblen Schädigungen vorzubeugen wäre), die Einholung der Genehmigung des Vormundschaftsgerichts (analog zu § 1904 BGB a. F.) als notwendig an. Hierzu wurde zunächst die Bestellung eines rechtlichen Betreuers nötig, sofern kein Bevollmächtigter aufgrund einer allgemeinen oder einer Vorsorgevollmacht tätig wurde. Evtl. war ein Verfahrenspfleger einzusetzen.
Zum 1. September 2009 wurden Patientenverfügungen ausdrücklich im BGB geregelt und auch § 1904 BGB a. F. verändert. Seit 2013 kann die Vornahme oder Unterlassung medizinischer Maßnahmen unmittelbar auf eine Patientenverfügung gestützt werden § 630d Abs. 1 Satz 2, ohne dass die Entscheidung eines Betreuers oder Bevollmächtigten erforderlich ist. Zum 1. Januar 2023 wurde § 1904 BGB a. F. zu § 1829 umnummeriert.
In einem Grundsatzurteil zum Behandlungsabbruch („Fall Putz“) erklärte der Bundesgerichtshof am 25. Juni 2010 die passive Sterbehilfe bei einer Frau, die fünf Jahre im Koma lag und künstlich ernährt wurde, für zulässig. Ihre Tochter hatte den Nahrungsschlauch durchtrennt. Der Bundesgerichtshof rechtfertigte das mit dem tatsächlichen oder mutmaßlichen Patientenwillen. Dieser Rechtfertigungsgrund soll zur Anwendung kommen, wenn die betroffene Person lebensbedrohlich erkrankt ist und sich das Verhalten darauf beschränkt, einen Zustand wiederherzustellen, der einem bereits begonnenen Krankheitsprozess seinen Lauf lässt. Außerdem muss der Behandlungsabbruch ohne Patientenverfügung zumindest mutmaßlich vom Willen des Sterbenden gedeckt sein. Einer Genehmigung durch das Betreuungsgericht bedarf es nicht, wenn sich Betreuer und Arzt insoweit einig sind.

## Rechtsgrundlagen in der Schweiz
Passive Sterbehilfe ist im schweizerischen Recht nicht explizit geregelt und gilt deshalb als nicht strafbar. Bei deren Anwendung wird vor allem auf die „Richtlinien über die Sterbehilfe der Schweizerischen Akademie der Medizinischen Wissenschaften“ (SAMW) geachtet, die einen Verzicht auf oder Abbruch einer Behandlung erlauben, falls feststeht, dass die betroffenen Personen das Bewusstsein nie mehr erlangen werden.